# Zanclostomus
Zanclostomus is een geslacht van vogels uit de familie koekoeken (Cuculidae). Het geslacht telt één soort:

## Soorten
- Zanclostomus javanicus – Roodsnavelmalkoha